# Bâtiment situé 9 Trg cara Jovana Nenada à Subotica
Le bâtiment situé 9 Trg cara Jovana Nenada à Subotica (en serbe cyrillique : Зграда на Тргу цара Јована Ненада бр. 9 у Суботици ; en serbe latin : Zgrada na Trgu cara Jovana Nenada br. 9 u Subotici) est situé à Subotica, dans la province de Voïvodine et dans le district de Bačka septentrionale, en Serbie. Il est inscrit sur la liste des monuments culturels protégés de la république de Serbie (identifiant no SK 1851).

## Présentation
Le bâtiment, constitué d'un rez-de-chaussée et d'un étage, a été construit dans un style néo-Renaissance.
Le rez-de-chaussée, construit en pierres carrées, possède des ouvertures demi-circulaires disposées de manière irrégulière, ce qui lui confère un aspect asymétrique ; le rez-de-chaussée est également doté d'une avancée centrale et deux avancées latérales, l'ensemble étant lui aussi asymétrique ; un grand portail à deux battants caractérise aussi ce niveau. L'étage est séparé du rez-de-chaussée par un cordon profilé. Cet étage est doté de fenêtres rectangulaires qui rythment la façade ; ces fenêtres sont encadrées par des demi-pilastres peu profonds en plâtre qui soutiennent des frontons triangulaires au niveau des avancées et segmentés dans les parties en retrait. L'édifice est dominé par un toit massif à deux pans qui s'élève au-dessus d'une corniche soutenue par des consoles.